# Metopidiothrix matang
Metopidiothrix matang är en mångfotingart som beskrevs av Shear 2002. Metopidiothrix matang ingår i släktet Metopidiothrix och familjen Metopidiotrichidae. Inga underarter finns listade i Catalogue of Life.